# NBA 아프리카 게임

## 역대 NBA 아프리카 게임
| 연도 | 날짜    | 결과                        | 경기장                   | 개최지                         | MVP               | 소속팀              |
| ---- | ------- | --------------------------- | ------------------------ | ------------------------------ | ----------------- | ------------------- |
| 2015 | 8월 1일 | 팀 월드 101, 팀 아프리카 97 | 엘리스파크 아레나        | 남아프리카 공화국 요하네스버그 | 루올 뎅 크리스 폴 | 팀 아프리카 팀 월드 |
| 2017 | 8월 5일 | 팀 월드 108, 팀 아프리카 97 | 티켓프로 돔              | 남아프리카 공화국 요하네스버그 | 빅터 올라디포     | 팀 아프리카         |
| 2018 | 8월 4일 | 팀 월드 96, 팀 아프리카 92  | 선 아레나 앳 타임 스퀘어 | 남아프리카 공화국 프리토리아   | 다닐로 갈리나리   | 팀 월드             |

## 역대 NBA 아프리카 게임 참가 선수

### 2015년 대회
- 팀 아프리카

| 포지션      | 국가             | 선수              | 소속팀                    |
| ----------- | ---------------- | ----------------- | ------------------------- |
| 포워드      | 나이지리아       | 알 퍼레크 아미누  | 포틀랜드 트레일블레이저스 |
| 포워드      | 나이지리아       | 야니스 안데토쿤보 | 밀워키 벅스               |
| 포워드      | 카메룬           | 니콜라 바튐       | 샬럿 호니츠               |
| 포워드      | 콩고 민주 공화국 | 비스마크 비욤보   | 토론토 랩터스             |
| 포워드/센터 | 세네갈           | 보리스 디아우     | 샌안토니오 스퍼스         |
| 포워드/센터 | 세네갈           | 고르귀 디앵       | 미네소타 팀버울브스       |
| 포워드      | 남수단           | 루올 뎅           | 마이애미 히트             |
| 센터        | 나이지리아       | 페스터스 에젤리   | 골든스테이트 워리어스     |
| 포워드/센터 | 콩고 공화국      | 세르지 이바카     | 오클라호마시티 선더       |
| 센터        | 가나             | 나자르 모하메드   | 시카고 불스               |
| 포워드      | 카메룬           | 룩 음바 아 무테   | 로스앤젤레스 클리퍼스     |
| 센터        | 콩고 공화국      | 디켐베 무톰보     | 전 NBA 선수               |
| 센터        | 나이지리아       | 하킴 올라주원     | 전 NBA 선수               |

- 팀 월드

| 포지션      | 국가       | 선수            | 소속팀                |
| ----------- | ---------- | --------------- | --------------------- |
| 가드        | 미국       | 브래들리 빌     | 워싱턴 위저즈         |
| 가드        | 미국       | 트레이 버크     | 유타 재즈             |
| 포워드      | 미국       | 케네스 페리드   | 덴버 너기츠           |
| 센터        | 스페인     | 마르크 가솔     | 멤피스 그리즐리스     |
| 포워드      | 스페인     | 파우 가솔       | 시카고 불스           |
| 포워드      | 미국       | 제프 그린       | 멤피스 그리즐리스     |
| 가드        | 미국       | 크리스 폴       | 로스앤젤레스 클리퍼스 |
| 가드        | 미국       | 마커스 스마트   | 보스턴 셀틱스         |
| 가드/포워드 | 미국       | 에반 터너       | 보스턴 셀틱스         |
| 포워드/센터 | 몬테네그로 | 니콜라 부세비치 | 올랜도 매직           |

### 2017년 대회
- 팀 아프리카

| 포지션      | 국가                    | 선수              | 소속팀                  |
| ----------- | ----------------------- | ----------------- | ----------------------- |
| 센터        | 콩고 민주 공화국        | 비스마크 비욤보   | 올랜도 매직             |
| 센터        | / 앙골라/콩고           | 클린트 카펠라     | 휴스턴 로키츠           |
| 포워드/센터 | 세네갈                  | 고르귀 디앵       | 미네소타 팀버울브스     |
| 센터        | 카메룬                  | 조엘 엠비드       | 필라델피아 세븐티식서스 |
| 포워드/센터 | 콩고 공화국             | 세르지 이바카     | 토론토 랩터스           |
| 포워드      | 카메룬                  | 룩 음바 아 무테   | 휴스턴 로키츠           |
| 센터        | 튀니지                  | 살라 메흐리       | 댈러스 매버릭스         |
| 가드        | 콩고 민주 공화국        | 엠마누엘 무디아이 | 덴버 너기츠             |
| 가드        | / 나이지리아/시에라리온 | 빅터 올라디포     | 인디애나 페이서스       |
| 가드/포워드 | 남아프리카 공화국       | 타보 세포로사     | 유타 재즈               |
| 가드        | 감비아                  | 데니스 슈뢰더     | 애틀랜타 호크스         |

- 팀 월드

| 포지션      | 국가     | 선수                  | 소속팀                    |
| ----------- | -------- | --------------------- | ------------------------- |
| 가드        | 브라질   | 레안드루 바르보자     | 빈칸                      |
| 가드/포워드 | 미국     | 제이렌 브라운         | 보스턴 셀틱스             |
| 포워드      | 미국     | 윌슨 챈들러           | 덴버 너기츠               |
| 포워드/센터 | 미국     | 드마커스 커즌스       | 뉴올리언스 펠리컨스       |
| 센터        | 미국     | 안드레 드럼몬드       | 디트로이트 피스턴스       |
| 포워드      | 미국     | 론데 홀리스-제퍼슨    | 브루클린 네츠             |
| 가드        | 미국     | 코트니 리             | 뉴욕 닉스                 |
| 가드        | 미국     | 카일 로리             | 토론토 랩터스             |
| 가드        | 미국     | C. J. 맥콜럼          | 포틀랜드 트레일블레이저스 |
| 포워드      | 독일     | 디르크 노비츠키       | 댈러스 매버릭스           |
| 포워드/센터 | 라트비아 | 크리스탑스 포르진지스 | 뉴욕 닉스                 |
| 가드        | 미국     | 켐바 워커             | 샬럿 호니츠               |

### 2018년 대회
- 팀 아프리카

| 포지션      | 국가           | 선수                   | 소속팀                  |
| ----------- | -------------- | ---------------------- | ----------------------- |
| 포워드      | 남수단         | 루올 뎅                | 로스앤젤레스 레이커스   |
| 센터        | 베냉           | 이언 마힌미            | 워싱턴 위저즈           |
| 센터        | 콩고민주공화국 | 비스마크 비욤보        | 샬럿 호니츠             |
| 포워드      | 말리           | 첵 디알로              | 뉴올리언스 펠리컨스     |
| 센터        | 카메룬         | 조엘 엠비드            | 필라델피아 세븐티식서스 |
| 가드/포워드 | 알제리         | 에반 포니에이          | 올랜도 매직             |
| 포워드/센터 | 콩고 공화국    | 서지 이바카            | 토론토 랩터스           |
| 포워드      | 카메룬         | 파스칼 시아캄          | 토론토 랩터스           |
| 가드/포워드 | 프랑스         | 티모테이 루와우-카브로 | 오클라호마시티 선더     |
| 센터        | 모잠비크       | 클라리스 마찬구아나    | 전 WNBA 선수            |

- 팀 월드

| 포지션      | 국가     | 선수              | 소속팀                |
| ----------- | -------- | ----------------- | --------------------- |
| 포워드      | 이탈리아 | 다닐로 갈리나리   | 로스앤젤레스 클리퍼스 |
| 포워드/센터 | 미국     | 존 칼린스         | 애틀랜타 호크스       |
| 센터        | 미국     | 자베일 맥기       | 로스앤젤레스 레이커스 |
| 포워드/가드 | 미국     | 게럿 템플         | 멤피스 그리즐리스     |
| 포워드      | 미국     | 마빈 윌리엄스     | 샬럿 호니츠           |
| 포워드      | 미국     | 해리슨 반스       | 댈러스 매버릭스       |
| 포워드      | 미국     | 루디 게이         | 샌안토니오 스퍼스     |
| 포워드      | 미국     | 크리스 미들턴     | 밀워키 벅스           |
| 센터        | 미국     | 하산 화이트사이드 | 마이애미 히트         |
| 포워드      | 미국     | 스윈 캐쉬         | 뉴욕 리버티 (WNBA)    |